# キニチ・ヤシュ・クック・モ

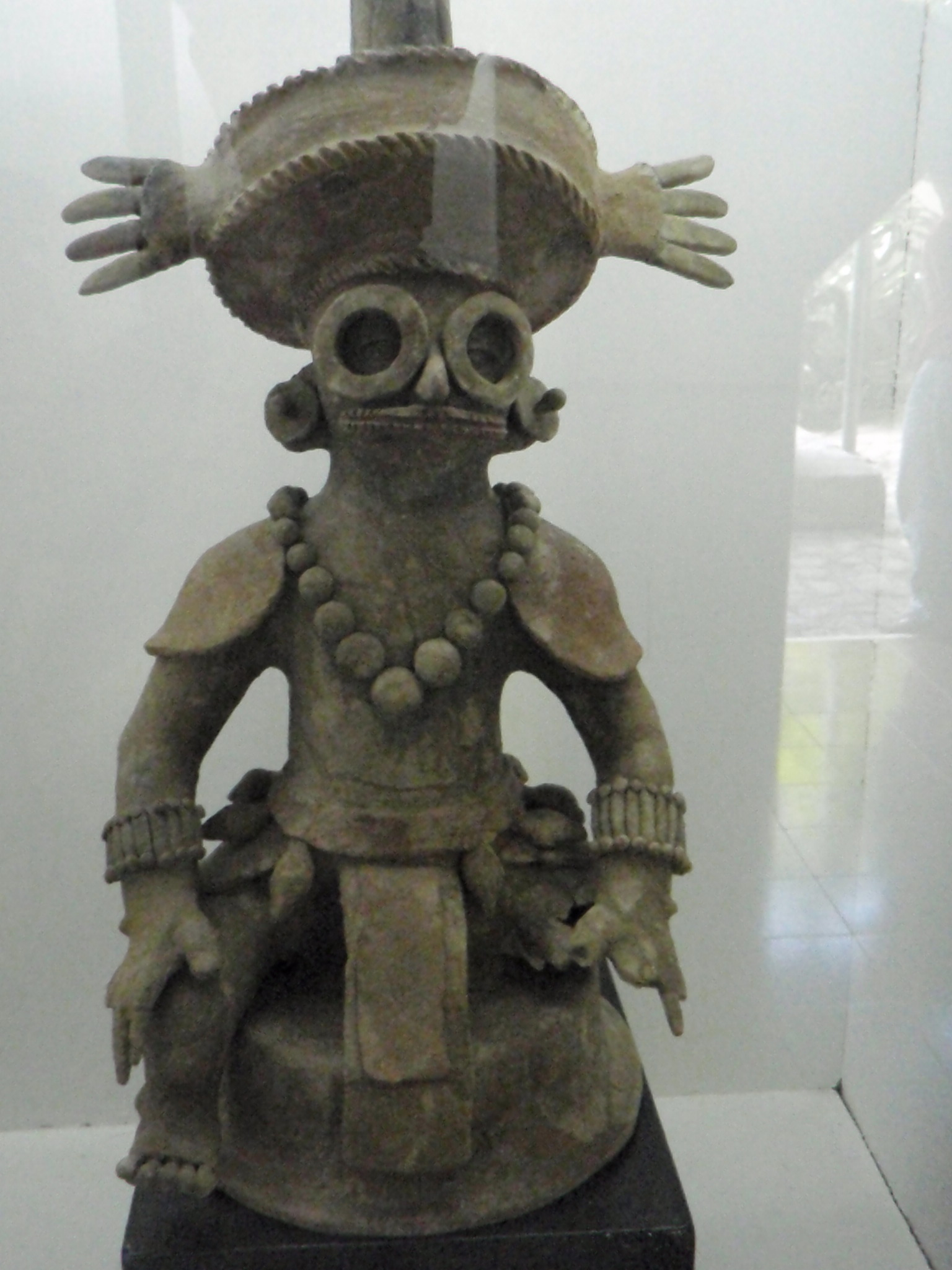
キニチ・ヤシュ・クック・モを象ったとされるコパン遺跡より発見された香炉。

キニチ・ヤシュ・クック・モ（K'inich Yax K'uk' Mo'、「偉大な太陽・最初の／緑のケツァール・コンゴウインコ」または「太陽の目をした光り輝くケツァール・コンゴウインコ」の意、在位：426年 – 437年頃）は先コロンブス期のマヤ碑文に記された、現在のホンジュラスにあたるマヤ低地南東部に遺跡を残すコパンを中心としたマヤ文明の政権の創始者にして最初の統治者「クル・アハウ（k'ul ahaw；聖なる主）」。彼の姿は王の一覧を示した祭壇Qの彫刻の中で第一位に置かれている。また、後世の統治者たちの他のモニュメントの中でも重要な位置に見られる。
コパンのモニュメントにある彼の描写のモチーフは、はるか中央メキシコ北部にある古典期の中心地テオティワカンの最盛期と類似したイメージがはっきりと見て取れ、このことは彼の出自を権威ある文明と結びついたように見せるためだと解釈されている。共通してみられるモチーフの一つにゴーグル型の頭飾りがあり、これは後にアステカの人々などにトラロックとして知られる中央メキシコ北部の雨の神への祈願のまじないであると見られている。
2000年に行われたコパンでの調査でアクロポリスの下からキニチ・ヤシュ・クック・モのものであると考えられる墓が発掘された。遺骨は翡翠と貝殻の宝飾品とともに埋葬され、その中にはゴーグル型の頭飾りも含まれていた。腕、胸骨および肩には骨折の治った痕があり、ピッツと呼ばれる球技の試合によるものだと推定されている。歯のストロンチウムを同位体分析した結果、この人物が若年期をペテン盆地地域のティカル近辺で過ごし、その後ティカルとコパンの間のどこかにいたことが示され、同位体のサインはテオティワカンのものとは一致しなかった。
キニチ・ヤシュ・クック・モ自身がテオティワカンに住んだことはなかったということが示唆されるにしろ、碑文からも年代学的に見ても、4世紀にテオティワカンからやってきた侵略者または使節がマヤ低地で統治者の座に就くのが一般的だった証拠は多くある。
特によく知られて有力だったのがティカルのヤシュ・ヌーン・アイーンで、彼はテオティワカンの支配者だった「投槍フクロウ」の息子である。
このことを踏まえて、キニチ・ヤシュ・クック・モがテオティワカンの出身であったかどうかに関わらず、後世のコパンの統治者たち、特にカック・イピヤフ・チャン・カウィールとヤシュ・パサフ・チャン・ヨパートは、テオティワカンの後継者であることを遡及して求めることで自分たちの王朝の創始者を権威付けていた。